# 김윤서
김윤서(본명: 김가은, 1986년 3월 28일~)는 대한민국의 배우이다. 2008년에 영화 《비스티 보이즈》에 단역으로 출연한 후 2010년 영화인 《악마를 보았다》를 통해 배우 경력을 시작했다. 이후 드라마 출연 위주로 활동하고 있다.

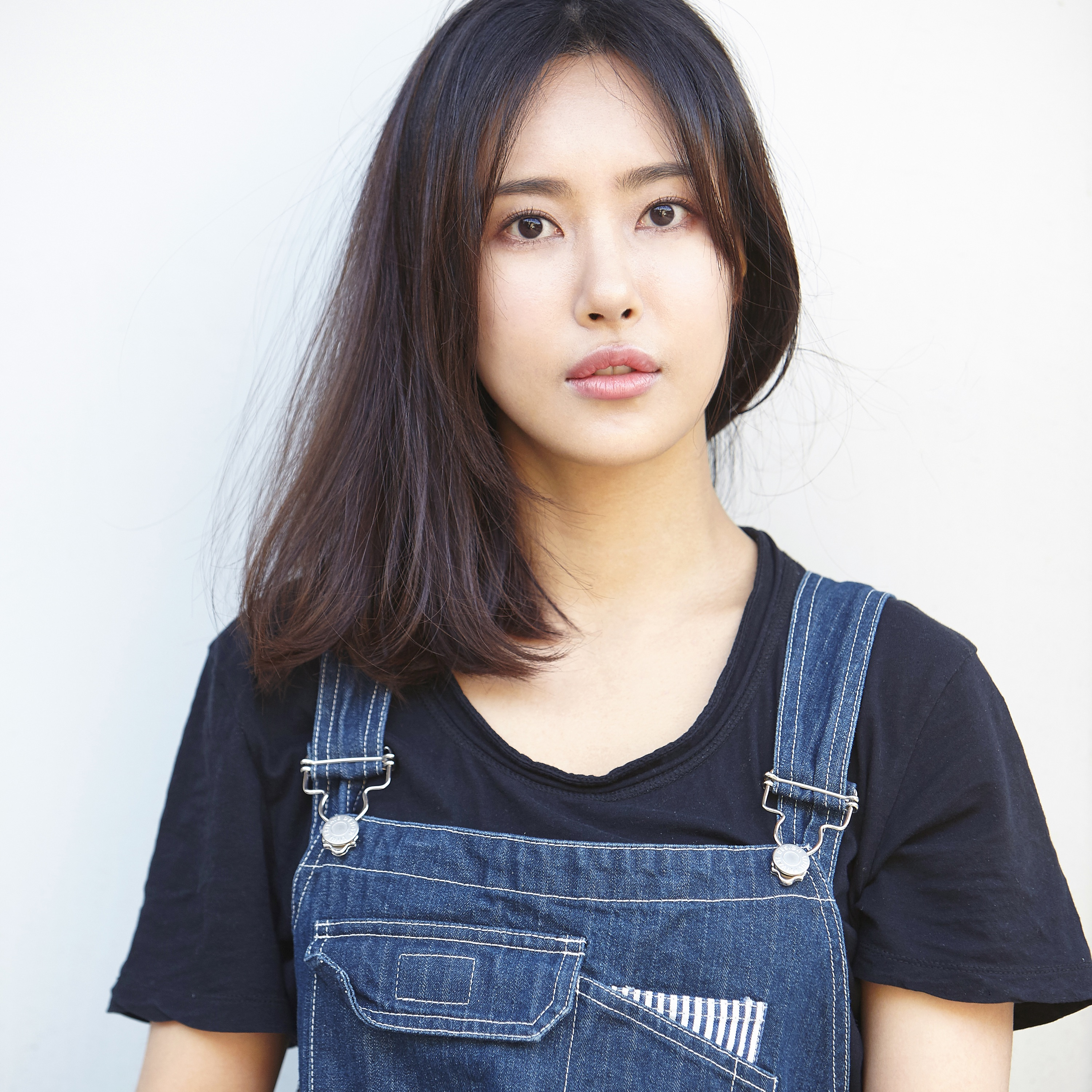
2016년의 김윤서

## 학력
- 단국대학교 건축공학과 학사

## 연기 활동

### 드라마
| 연도 | 방송              | 제목              | 역할            | 비고     |
| ---- | ----------------- | ----------------- | --------------- | -------- |
| 2011 | MBC               | 짝패              | 다모            | 32부작   |
| 2011 | KBS2              | 포세이돈          | 홍지아          | 16부작   |
| 2011 | SBS               | 폼나게 살거야     | 조신애          | 51부작   |
| 2012 | SBS 플러스        | 그대를 사랑합니다 | 김연아          | 16부작   |
| 2012 | SBS               | 신사의 품격       | 은지            | 20부작   |
| 2012 | tvN               | 유리가면          | 강서연          | 122부작  |
| 2013 | KBS2              | 최고다 이순신     | 최연아          | 50부작   |
| 2013 | SBS               | 열애              | 반달            | 47부작   |
| 2014 | MBC               | 개과천선          | 정해령          | 16부작   |
| 2014 | MBC               | 전설의 마녀       | 마주희          | 40부작   |
| 2015 | JTBC              | 사랑하는 은동아   | 박현아          | 16부작   |
| 2015 | KBS2              | 별난 며느리       | 김세미          | 12부작   |
| 2016 | KBS2              | 여자의 비밀       | 채서린 / 홍순복 | 104부작  |
| 2019 | MBN / iHQ DRAMA   | 우아한 가         | 오광미          | 16부작   |
| 2019 | JTBC              | 나의 나라         | 선호의 어머니   | 특별출연 |
| 2021 | MBC               | 미치지 않고서야   | 정성은          | 16부작   |
| 2022 | iHQ               | 스폰서            | 현승지          |          |
| 2022 | MBC               | 닥터 로이어       | 정윤정          |          |
| 2022 | 넷플릭스          | 블랙의 신부       | 허정인          |          |
| 2022 | SBS               | 왜 오수재인가?    | 임승연          |          |
| 2024 | 쿠팡플레이 / JTBC | 하이드            | 김윤선          | 12부작   |
| 2024 | KBS2              | 페이스 미         | 양은정          |          |

### 영화
| 연도 | 제목                     | 역할   | 비고     |
| ---- | ------------------------ | ------ | -------- |
| 2008 | 비스티 보이즈            | 유학생 |          |
| 2010 | 악마를 보았다            | 장세연 |          |
| 2010 | Bang!                    | 윤서   |          |
| 2018 | 달밤체조2015             | 최영인 |          |
| 2021 | 파이터                   | 윤서   |          |
| 2021 | 메모리: 조작살인         | 수연   |          |
| 2021 | 추운 겨울에도 빛이 있다. | 서윤   | 단편영화 |

### 뮤직비디오
- 2011년 하하 - Rosa

## 광고
- 2008년 카스 맥주 스크럼
- 2011년 르노삼성자동차 SM5 프로모션